# معركة الناصرية (2004)
معركة الناصرية سلسلة من المواجهات العنيفة التي اندلعت في مدينة الناصرية مركز محافظة ذي قار جنوب العراق، حدثت على ثلاثة مواجهات متقطعة من 4 نيسان/ابريل الى اواخر آب/اغسطس 2004 بين جيش المهدي التابع لرجل الدين الشيعي مقتدى الصدر وقوات الاحتلال الايطالي المنضوية ضمن تحالف القوات متعددة الجنسيات الذي قادته الولايات المتحدة الامريكية ابان غزو العراق، دارت المعركة بشكل رئيسي للسيطرة على الجسور الرئيسية الثلاثة التي تربط اجزاء المدينة ببعضها وبلغ تعداد القوات الايطالية التي خاضت المواجهة حوالي 3 الاف ضابط وجندي مقابل 600 مقاتل من عناصر جيش المهدي.

## خلفية
في اعقاب غزو العراق عام 2003، تولت القوات الايطالية مسؤلية الأمن في محافظة ذي قار، شهدت المحافظة استقرار نسبي، لكن التوترات بدأت تتصاعد بعد اغلاق صحيفة "الحوزة" التابعة لمقتدى الصدر، مما ادى الى قيام انتفاضة بعدة مدن في جنوب العراق من ضمنها الناصرية مركز محافظة ذي قار. مع حلول نيسان 2004 تصاعدت التوترات الحادة بين التيار الصدري الذي يتزعمه رجل الدين الشيعي مقتدى الصدر وسلطة الائتلاف المؤقتة التي اسستها قوات الاحتلال الأمريكي بزعامة الحاكم المدني الأمريكي بول بريمير نتيجة استمرار مطالبة الصدر بخروج القوات الاجنبية المحتلة من العراق وتشكيل حكومة عراقية تمثل اطياف الشعب العراقي كافة وكتابة دستور يحفظ حقوقهم وكان قيام قوات الاحتلال بإغلاق صحيفة الحوزة التابعة للتيار الصدري وإعتقال أحد مساعدي الصدر واطلاقها النار بشكل عشوائي على محتجين من انصار الصدر في النجف وبغداد مودية بحياة المئات منهم الشرارة لاندلاع مواجهة عسكرية عنيفة بين جيش المهدي وقوات الاحتلال تركز القتال فيها في محافظة النجف حيث دارت معركة النجف كما امتد القتال بصورة سريعة إلى معظم محافظات وسط وجنوب العراق.

## المعركة

### المواجهة الاولى (ابريل/نيسان)
في مساء 4 أبريل/نيسان وعلى خلفية التوتر في النجف بعد قيام قوات الاحتلال بفتح النار على المحتجين من انصار التيار الصدري تحشد عناصر جيش المهدي في مدينة الناصرية بقيادة نائب الصدر في المحافظة اوس الخفاجي، وبدأو اشتباكات مع القوات الأيطالية، وسيطروا على الجسور الرئيسية الثلاثة في المدينة:(جسر الزيتون، جسر النصر و الجسر السريع)، وشيدوا تحصينات ودفاعات واعلنوا منع دخول قوات الاحتلال إلى المدينة، بعد ساعات اصدرت القوة البريطانية التي كانت تتولى القيادة في محافظات الجنوب امراً بأستعادة الجسور لاستعادة حرية حركة القوات المحتلة من وإلى المدينة، ومنحت الحكومة الايطالية الضوء الأخضر لعملية عسكرية لتحرير الجسور وإحكام السيطرة على المدينة  وبعد ساعات نصب عناصر جيش المهدي كميناً لرتل مشترك للقوات الايطالية والبرتغالية باستخدام الاسلحة الخفيفة وصواريخ الار بي جي ما ادى إلى اصابة 6 عسكريين ايطاليين وبرتغاليين بجروح كما ان مجموعة أخرى من جيش المهدي استهدفت رتل يضم اليات مدرعة وعجلات اسعاف كان متوجهاً إلى موقع الكمين واصيب نتيجة ذلك جنديين اخرين من القوات الايطالية بجروح.
عند ساعات الفجر الأولى ليوم 5 أبريل/نيسان تحركت قوة ايطالية تتالف من حوالي 60 مركبة من عدة أنواع و 8 عربات استطلاع مصفحة  نحو الجسور الثلاثة، بدات معركة شرسة بمجرد وصول الارتال الإيطالية حيث فتح عناصر جيش المهدي وابلاً من نيران الاسلحة الخفيفة وقذائف الار بي جي مستهدفين القوات الايطالية كما اطلقت وحدات ثابتة قذائف الهاون بشكل مستمر نحوها، في الجسر الأول (جسر الزيتون) اشتبك حوالي 40 مسلح من جيش المهدي مع القوات الايطالية المدعمة بالمركبات المدرعة والاليات الثقيلة والتي قامت باستخدام مدافع دبابات بي1 سينتاورو لاستهداف المقاتلين المتحصنين حول الجسر، بعد ساعات تمكنت القوات الايطالية من عبور الجسر واتخاذ موقع على الجانب الآخر إلا ان مقاتلي جيش المهدي واصلوا الاشتباك معها بمختلف أنواع الاسلحة كما استهدفوا قوة اسناد تستقل مركبة مدرعة من طراز VM-90P بصاروخ ار بي جي اثناء محاولتها عبور الجسر ما ادى إلى احداث اضرار بالعجلة وإصابة 3 جنود ايطاليين بجروح  ، كانت المواجهات اشد ضراوة في الجسر الثاني (جسر النصر) حيث ابدى مقاتلي جيش المهدي مقاومة شرسة ولم تستطع القوات الايطالية التقدم كما انهم استهدفوا الاليات المدرعة من طراز VCC بصواريخ الار بي جي ما ادى إلى اعطاب اثنين منها  ، اما في الجسر الثالث (جسر الناصرية السريع) فقد دارت معركة شرسة استخدمت القوات الايطالية فيها صواريخ مضادة للدبابات من طراز بانزر فاوست وميلان لتحييد واستهداف مواقع تحصن عناصر جيش المهدي الذين اطلقوا نيران مختلف الاسلحة الخفيفة وصواريخ الار بي جي نحو القوات الايطالية كما اشتبكوا معها بشكل مباشر في مواجهة شرسة كانت المسافة فيها اقل من 50 متراً بين الجانبين  كما استهدف عناصر جيش المهدي ارتال التموين ونقل الامدادات التابعة لقوات الاحتلال حيث ادى هجوم استهدف رتل مؤلف من ست عجلات إلى تدمير بعضها ومقتل متعاقد بلغاري.
عند الساعة 3 ظهراً وبعد عجز القوات الايطالية عن عبور الجسور الثلاثة والتوغل داخل المدينة وفرض سيطرتها عليها قامت بعرض هدنة تقتضي ايقاف اطلاق النار وتولي قوات الشرطة العراقية مهام حفظ الأمن في المدينة. كانت الحصيلة النهائية مقتل واصابة نحو 23 من عناصر قوات الاحتلال بالإضافة إلى مقتل واصابة 15 من عناصر جيش المهدي  واحراق أربعة من اليات القوات الايطالية بالإضافة إلى تضرر واعطاب اعداد أخرى منها نتيجة استهدافها بصواريخ الار بي جي.

### المواجهة الثانية (ايار/مايو)
في ايار/مايو 2004 شن مقاتلو جيش المهدي بقوة تتالف من حوالي 300 مقاتل هجوماً منسقاً بصورة أفضل وبتسليح اقوى ضم صواريخ أرض-جو محمولة من طرازSA-7 وقذائف الهاون بالإضافة إلى صواريخ الار بي جي وبنادق الكلاشنكوف والدراغنوف وتالفت القوات من مجموعات هجومية تالفت من 20 إلى 30 من المقاتلين، كل منها بقيادة 2 من القادة المدربين تدريباً جيداً، وكان الهدف الرئيسي لهم هذه المرة مبنى سلطة التحالف المؤقتة في مدينة الناصرية والقاعدة العسكرية الايطالية فيها، في يوم 14 ايار وبعد صلاة الجمعة بدأ عناصر جيش المهدي بالهجوم وسيطروا بصورة سريعة على المدينة والطرق الرئيسية والجسور الثلاثة التي تربطها بعد انسحاب قوات الشرطة ورفضها الانخراط في قتال ضد جيش المهدي. في ساعة مبكرة من الظهيرة تمكن حوالي 40 من عناصر جيش المهدي من اقتحام قاعدة «ليبيتشيو» الايطالية والسيطرة عليها حيث لاذت القوات المتمركزة فيها بالفرار تاركة عدد من الياتها المدرعة واسلحتها، في الوقت نفسه هاجم نحو 150 من مقاتلي جيش المهدي مبنى سلطة التحالف المؤقتة حيث استهدفوا البناية بالعشرات من قذائف الهاون وصواريخ الار بي جي  كما اشتبكوا مع قوة مشاة البحرية الايطالية التي تدافع عنه معززة بعدد من الاليات المدرعة و32 من الحراس الفلبينيين و6 حراس امن امريكيين، لم يهدف مقاتلو جيش المهدي للسيطرة على المبنى وانما فضلوا استهداف القوات المتحصنة به والاشتباك معها وجذب التعزيزات الايطالية نحو المبنى لاستهدافها في طرق المدينة الضيقة التي تحولت إلى جحيم لا يطاق لقوات الاحتلال حيث تعرضت القوات التي تحركت نحو المبنى للكمائن بشكل مستمر واستهدف مقاتلي جيش المهدي الطائرات التي حاولت الوصول اليه فيما كان المبنى يدك بمختلف أنواع الاسلحة الصاروخية وقذائف الهاون دون توقف  ، بالتزامن مع القتال الشرس الذي يدور في جميع انحاء مدينة الناصرية هاجمت كتيبة من القوات الرومانية والايطالية قاعدة ليبيتشيو في محاولة لاستعادة السيطرة عليها من عناصر جيش المهدي وخاضت معركة شرسة مع عشرات المقاتلين الذين تحصنوا فيها  في نهاية المطاف انسحب مقاتلو جيش المهدي من القاعدة إلا انهم استمروا باستهدافها بشكل مستمر بقذائف الهاون والصواريخ ما ادى إلى اتخاذ القوة الرومانية قراراً بالانسحاب منها وابقاء القوات الايطالية لوحدها، بعد ساعات عصيبة من القتال حاولت الحاكمة الايطالية لمدينة الناصرية باربرا كونتيني في ليلة 15 مايو اجتياز الحصار والوصول إلى مبنى سلطة التحالف المؤقتة برفقة قوة عسكرية إيطالية كبيرة إلا انها تعرضت لكمائن متعددة على طول الطريق من قاعدة وايت هورس الايطالية وحتى مبنى سلطة الائتلاف واصيبت عدة اليات مدرعة بصواريخ الار بي جي، إلا ان القوة الايطالية استطاعت في نهاية المطاف الوصول إلى المبنى وإخلاء الموظفين الايطاليين المحاصرين فيه لتنسحب القوات الإيطالية من المدينة بشكل كامل ويفرض جيش المهدي سيطرته عليها. 
في صباح 15 مايو حاولت القوات الإيطالية المنكسرة العودة إلى مدينة الناصرية حيث شنت قواتها هجوماً برياً لاستعادة المدينة ضم حوالي ثمانية ناقلات جنود مدرعة واربع دبابات من طراز بي1 سينتاورو جوبهت بكثافة نارية شديدة ومقاومة شرسة من جانب مقاتلي جيش المهدي الذين استهدفت القوات الايطالية مواقع تحصنهم ونقاط سيطرتهم بصواريخ من طراز ميلان مضادة للدبابات، بعد 6 ساعات من القتال الشرس قامت القوة الايطالية بالانسحاب دون تحقيق أي من اهدافها مع خسائر مادية في عدد من الياتها التي اصيبت بصواريخ الار بي جي  في قاعدة ليبيتشيو العسكرية كانت القوات الايطالية تخوض معركة شرسة بعد ان شن عناصر جيش المهدي هجوماً كبيراً  فرضوا خلاله حصاراً خانقاً على قوات الاحتلال المتواجدة فيها وقاموا بقصفها بقذائف الهاون والصواريخ والاشتباك المباشر مع القوات في محيطها، خلال المعركة قتل جندي ايطالي واصيب أربعة اخرين بجروح   كما سيطر عناصر جيش المهدي على اجزاء من القاعدة واحرقوا اليات ومعدات عسكرية للقوات الايطالية، بعد ساعات من القتال الضاري تم تعزيز القوة المحاصرة في القاعدة بقوة عسكرية تضم قوات ايطالية وبرتغالية مكونة من 16 الية مدرعة ودبابتين قامت باجلاء القوات المحاصرة في القاعدة وخاضت مواجهة شرسة بالاسلحة المتنوعة خلال عملية الاخلاء، لم تستطع القوة المهاجمة الصمود ما ادى إلى انسحابها من القاعدة بشكل كامل، سيطر عناصر جيش المهدي على القاعدة العسكرية بالكامل واضرموا النيران باليات ومعدات عسكرية ايطالية كما استحوذوا على أنواع مختلفة من الاسلحة والذخائر التي تركتها القوات المنسحبة  بعد ساعات شنت طائرات حربية أمريكية من طراز لوكهيد إيه سي-130 غارات متعددة طوال ساعات الليل استهدفت المدينة في محاولة لتحييد جيش المهدي  قبل ان تدخل هدنة في عموم العراق حيز التنفيذ تم الاتفاق بموجبها على ايقاف العمليات العسكرية وانسحاب قوات الاحتلال من مراكز المدن وتسليم مهمة حمايتها إلى قوات الشرطة.

### المواجهة الثالثة (آب/أغسطس)
في آب / أغسطس 2004 اندلع القتال مجدداً في مختلف انحاء العراق بين جيش المهدي وقوات الاحتلال بعد انهيار هدنة هشة استمرت لفترة وجيزة، في 2 أغسطس طوقت قطعات من الجيش الأمريكي منزل مقتدى الصدر في النجف واشتبكت مع مقاتلي جيش المهدي في المكان ما ادى إلى مقتل واصابة أربعة مدنيين وثلاثة من مقاتلي جيش المهدي وعلى اثر ذلك بدأت قوات مشاة البحرية الامريكية بشن هجوم كبير على مدينة النجف في محاولة لانتزاع السيطرة على المدينة حيث اندلعت معركة النجف الثانية ومنها امتد القتال إلى كافة المحافظات، في الناصرية فرض مقاتلو جيش المهدي سيطرتهم على المدينة والجسور الرئيسية فيها مجدداً ومنعوا حركة الامدادات العسكرية لقوات الاحتلال عبرها، في 5 أغسطس شنت القوات الايطالية بدعم قوة رومانية هجوماً كبيراً للسيطرة على الجسور وخاضت معركة شرسة مع مقاتلي جيش المهدي تم خلالها استخدام الاسلحة الخفيفة والمتوسطة وقذائف الهاون فيما استعانت قوات الاحتلال بالطائرات والصواريخ المضادة للدبابات وعشرات الاليات المدرعة، استمر القتال لنحو يومين وطوال ساعات النهار والليل وتم خلاله استخدام كميات كبيرة من الذخيرة من قبل القوات الايطالية التي استخدمت الكثافة النارية الشديدة في تحييد مقاتلي جيش المهدي وردعهم وقامت بقطع الجسور ومنع الاقتراب منها، في ظهر يوم 5 أغسطس قامت القوة الايطالية باطلاق النار مستهدفة سيارة اسعاف تقل اربع مدنيين عراقيين بينهم امراة حامل حاولت عبور أحد الجسور ما ادى إلى انفجار السيارة بفعل وجود اسطوانة اوكسجين فيها ووفاة أربعة من اصل سبعة من الركاب الذين كانوا على متنها  وخضعت القضية لتحقيقات عسكرية في إيطاليا قدم خلالها عدد من العسكريين الايطاليين للمحاكمة  وذلك على خلفية قيام الصحفي الأمريكي ميكا كارين باجراء تحقيق حولها وكشفه قيام القوات الايطالية باطلاق النار على سيارة الإسعاف والتسبب بانفجارها وتصويره عجلة الإسعاف التي تعرضت للهجوم   كما قامت الاحزاب المعارضة للسلطة في إيطاليا بالمطالبة بعرض الحقائق وتعويض المدنيين المتضررين، كذلك فقد اتهمت القوات الايطالية بالإجهاز على عدد من المصابين والجرحى العراقيين من مقاتلي جيش المهدي والمدنيين على حد سواء  كما اعترف جنود ايطاليون باستهداف حافلة ركاب اقتربت من أحد الجسور بعدة رشقات من النيران ما ادى إلى مقتل الركاب الذين كانوا على متنها ومن بينهم طفل واكد العسكري الإيطالي رافايل الوكا ان الامر الصادر للوحدة الايطالية كان حماية الجسور ومنع اقتراب ايا كان اليها  في مايو 2007 عمدت المحكمة العسكرية الايطالية إلى تبرئة الجنود الذين تم اتهامهم بقتل المدنيين العراقيين من تهمة القتل العمد وذلك لاعتبارهم كانوا في ساحة معركة  رغم ان المحكمة الايطالية اثبتت ان العجلة كانت سيارة اسعاف من مستشفى الناصرية تحمل على متنها اربع ركاب في الخلف بينهم امراة حامل وثلاثة ركاب في المقدمة وقد توفي الركاب الاربعة نتيجة الانفجار المهول لاسطوانة الاوكسجين وخزان وقود السيارة بعد تعرضهما إلى وابل من رصاص الاسلحة الرشاشة التي اطلقتها القوات الايطالية 